# Belgisch voetbalelftal onder 15 (mannen)
Het Belgische voetbalelftal onder 15 is het nationaal voetbalteam van jeugd onder de 15 die België vertegenwoordigen op internationale wedstrijden. De coach van deze ploeg is Arno van den Abbeel.

## Selectie

### 19/20
| #  | Naam                  | Positie                  | Club                     | Doelpunten |
| -- | --------------------- | ------------------------ | ------------------------ | ---------- |
| *  | Milan Stansaert       | Doelman                  | Club Brugge              | 0          |
| *  | Nathan Delvaux        | Doelman                  | SV Zulte Waregem         | 0          |
| 1  | Tom Poitoux           | Doelman                  | Standard Luik            | 0          |
| 12 | Wout Meese            | Doelman                  | Anderlecht               | 0          |
| 3  | Ibrahim Digberekou    | Centrale verdediger      | Borussia Mönchengladbach | 0          |
| 4  | Noah Mbamba           | Centrale verdediger      | Club Brugge              | 0          |
| 13 | Lucas Noubi Ngnokam   | Centrale verdediger      | Standard                 | 0          |
| 14 | Nathan Itangishaka    | Centrale verdediger      | Feyenoord                | 0          |
| 22 | Jorne Spileers        | Centrale verdediger      | Club NXT                 | 1          |
| 5  | Nail Moutha-Sebtaoui  | Linkervleugelverdediger  | RSC Anderlecht           | 0          |
| 15 | Lennert Schuermans    | Linkervleugelverdediger  | Sint-Truidense VV        | 0          |
| *  | Lindon Ajeti          | Rechtervleugelverdediger | Standard Luik            | 0          |
| 2  | Kyriani Sabbe         | Rechtervleugelverdediger | Club NXT                 | 0          |
| *  | Mathis Sturbaut       | Middenveld               | Club Brugge              | 0          |
| *  | Brian Spaens          | Middenveld               | Oud-Heverlee Leuven      | 0          |
| 6  | Chemsdine Talbi       | Defensief middenveld     | Club Brugge              | 0          |
| 10 | Joseph Nonge Boende   | Defensief middenveld     | Juventus FC              | 0          |
| 16 | Thomas Mukendi        | Defensief middenveld     | Standard Luik            | 0          |
| *  | Noah Mawete Kinsiona  | Centraal middenvelder    | Standard Luik            | 0          |
| 8  | Ahmed Sameer Habibzai | Centraal middenvelder    | Sint-Truidense VV        | 2          |
| 18 | Mika Godts            | Aanvallend middenvelder  | KRC Genk                 | 0          |
| 20 | Stanis Idumbo Muzambo | Aanvallend middenvelder  | KRC Genk                 | 0          |
| *  | Matias Fernandez      | Aanvaller                | KAA Gent (voetbalclub)   | 0          |
| *  | Elias Busquart        | Aanvaller                | Club Brugge              | 0          |
| 21 | Cihan Canak           | Linksbuiten              | Standard Luik            | 1          |
| 9  | Johan N'Ganzadi       | Rechtsbuiten             | KRC Genk                 | 0          |
| 11 | Brahim Ghalidi        | Rechtsbuiten             | Standard Luik            | 1          |
| 17 | Malick Fofana         | Rechtsbuiten             | KAA Gent (voetbalclub)   | 0          |
| 19 | Luca Monticelli       | Centrumspits             | RSC Anderlecht           | 0          |

### Vorige geselecteerde spelers
| Naam                    | Positie      | Doelpunten | Geselecteerd in |
| ----------------------- | ------------ | ---------- | --------------- |
| Kjell Peersman          | Doelman      | 0          | 18/19           |
| Viktor Sterckx          | Doelman      | 0          | 18/19           |
| Timon Vanhoutte         | Doelman      | 0          | 18/19           |
| Kiany Vroman            | Doelman      | 0          | 18/19           |
| René Vanden Borre       | Doelman      | 0          | 18/19           |
| Luka Lully              | Verdediger   | 0          | 18/19           |
| Maxim De Meulenaere     | Verdediger   | 0          | 18/19           |
| Lucas Chantrain         | Verdediger   | 0          | 18/19           |
| Jesse De Kee            | Verdediger   | 0          | 18/19           |
| Bram Lagae              | Verdediger   | 0          | 18/19           |
| Jack Michel Senga-Ngoyi | Verdediger   | 0          | 18/19           |
| Noah Stassin            | Verdediger   | 0          | 18/19           |
| Wassim Lantaki          | Verdediger   | 0          | 18/19           |
| Gilles Degryse          | Verdediger   | 0          | 18/19           |
| Emmanuel Salazaku       | Verdediger   | 0          | 18/19           |
| Denzel De Roeve         | Verdediger   | 0          | 18/19           |
| Matteo Moreno Madrid    | Verdediger   | 0          | 18/19           |
| Luca Berten             | Verdediger   | 0          | 18/19           |
| Richie Sagrado          | Verdediger   | 0          | 18/19           |
| Milan Govaers           | Middenvelder | 0          | 18/19           |
| Dylan Demuynck          | Middenvelder | 0          | 18/19           |
| Ferre Slegers           | Middenvelder | 0          | 18/19           |
| Martin Piedeleu         | Middenvelder | 0          | 18/19           |

* onbekend